# Wessex
Wessex byl jedním ze sedmi anglosaských království v jihozápadní Anglii v období od 6. do 9. století, kdy postupně vznikl pod wessexskou dynastií sjednocený anglický stát. Po krátkou dobu v roce 1016 a v letech 1020 až 1066 byl hrabstvím. Po ovládnutí Anglie Normany byla anglosaská hrabství zrušena a Wessex byl rozdělen mezi Vilémovy stoupence.

## Historie

### Původ
Podle Anglosaské kroniky byl Wessex založen Cerdikem a jeho synem Cynrikem, náčelníky rodů Gewisse. Uvádí, že se vylodili na pobřeží současného hrabství Hampshire a ovládli okolní území, včetně ostrova Wight. Archeologické nálezy ale dokazují starší anglosaské osídlení v údolí horní Temže v okolí Cotswolds a v Hampshire, než bylo centrum vzniku původního Wessexu v 6. století a na počátku 7. století. Beda Ctihodný uvádí, že ostrov Wight nebyl osídlen Sasy, ale Juty, kteří také osidlovali oblast Hampshire, a že tato oblast byla ovládnuta Wessexem až na konci 7. století. Podle některých revizí údajů o této době se zdá, že Cerdic vládl asi 16 let a roku 554 předal vládu svému synu Cynrikovi.

### Christianizace

Británie na počátku 9. století

První informací, jejíž datum je dosti přesné, je křest krále Wessexu Cynegilse roku 640 sv. Birniem. Birnius byl pak ustanoven biskupem Západních Sasů a jeho sídlem se stal Dorchester-on-Thames. Cynegils byl první král Západních Sasů, který se nechal pokřtít, ale někteří jeho následníci zůstali v té době pohany podobně jako ostatní obyvatelé. Křesťanství se stalo převažujícím vyznáním ve Wessexu až o několik let později. Je možné, že důvodem přijetí křesťanství Cynegilsem bylo spojenectví proti pohanskému králi Mercie Pendovi, který dříve zaútočil na Wessex.
Útoky Mercie na Wessex, které oslabily pozici Wessexu na sever od Temže, přiměly jeho vládce k orientaci na jih. Král Cenwalh se oženil s Pendovou dcerou, ale později ji zapudil, což vyústilo v útok Pendova vojska a Cenwalhovo vyhoštění do království Východní Anglie, kde konvertoval ke křesťanství. Po svém návratu musel odrážet útoky Pendova následníka Wulfhera, ale dosáhl rozšíření vlivu Wessexu do současného hrabství Somerset. Zřídil druhé biskupství ve Winchesteru, který se stal po expanzi Mercie na jih hlavním centrem Wessexu.
Dalším významným panovníkem Wessexu byl Cædwalla. Vládl asi jen dva roky, ale dokázal rozšířit ovládané území o Sussex, Kent a ostrov Wight, i když Kent získal nezávislost zpět téměř vzápětí a Sussex následoval o několik let později. Roku 688 král Cædwalla abdikoval a vydal se na pouť do Říma, kde byl pokřtěn papežem, a krátce nato zemřel. Jeho následníkem se stal Ine. Byl jedním z nejdéle vládnoucích králů Wessexu, když se na trůnu udržel 38 let. Vydal jeden z nejstarších zákoníků a zřídil druhé biskupství Západních Sasů v Sherbrone. Na konci své vlády podobně jako Caedwala abdikoval, aby vykonal pouť do Říma.
V 8. století se Wessex dostal pod kontrolu Mercie, která zažívala období rozkvětu. V té době se Wessex rozšiřoval na západ ovládnutím Devonu a Dumnonie. Po ovládnutí severních území Wessexu Mercií tvořily severní hranici Wessexu řeky Temže a Avon. Jeho území zahrnovalo současná hrabství Hampshire, Wiltshire, Berkshire, Dorset a Somerset. Systém rozdělení země na hrabství, jež později položil základ správního členění Anglie, má základy v systému vzniklém ve Wessexu v polovině 8. století.

### Hegemonie Wessexu a vikingové

Jižní Anglie v 9. století

Vrcholné období Wessexu zahájil král Ecgberht, který nastoupil na trůn roku 802. Roku 825 změnil politickou mapu Anglie, když porazil mercijského krále Beornwulfa, a získal kontrolu nad Sussexem, Kentem a Essexem a umožnil království Východní Anglie vymanit se z područí Mercie. Roku 829 ovládl král Ecgberht i Mercii, vyhnal jejího krále Wiglafa ze země a dosáhl uznání svrchovanosti od krále Northumbrie. Stal se tak vrchním králem anglosaské Anglie, bretwaldou. Tato hegemonie měla ale krátké trvání, protože Wiglaf se vrátil zpět a vydobyl pro Mercii nezávislost zpět, ale expanze Wessexu na jihovýchod Anglie pokračovala.
V posledních letech Ecgberhtovy vlády od roku 835 začali útočit na Wessex vikingové. Roku 851 se obrovská vikingská armáda, čítající údajně 350 lodí, vylodila v ústí Temže. Poté, co porazili mercijské vojsko, chystali se napadnout Wessex, ale byli na hlavu poraženi Ecgberhtovým synem a jeho následníkem Æthelwulfem ve výjimečně krvavé bitvě u Aclea. Tato bitva oddálila ovládnutí Anglie vikingy asi o 15 let, ale jejich nájezdy na Wessex pokračovaly.
Roku 855 se král Æthelwulf vydal na pouť do Říma, čehož využil jeho nejstarší syn Æthelbald a chopil se moci. Po svém návratu Æthelwulf, aby zabránil krvavé občanské válce, souhlasil s rozdělením země. Postupně se k moci dostali všichni jeho synové, tedy Æthelbald, Æthelberht, Æthelred a nakonec Alfréd Veliký.

### Poslední anglické království
| Wessex a oblasti pod jeho kontrolou v roce 871. | Wessex a oblasti pod jeho kontrolou v roce 886. | Wessex a oblasti pod jeho kontrolou v roce 897. |

Rozloha Wessexu a jeho vazalů v roce 878

Roku 865 dorazila do Anglie obrovská vikingská armáda. V několika letech vikingové ovládli Northumbrii a království Východní Anglie. Wessex napadli roku 871, a ačkoli jeho panovníci vyhráli některé bitvy, vojenské ztráty a příjezd čerstvých vikingských sil přinutily krále Alfréda, aby vikingům zaplatil za to, že opustí Wessex. Vikingové strávili několik dalších let dobýváním Mercie a částí Northumbrie, ale roku 876 se vrátili do Wessexu. Král Alfréd dokázal jejich útok odrazit, ale jejich vojsko doplněné o síly z Mercie napadlo nepřipraveného Alfréda v zimě roku 878 a ovládlo větší část Wessexu. Alfréd se s malou skupinou stoupenců ukryl v Somersetu. Po několika měsících byl ale schopen zorganizovat vojsko a porazit vikingy v bitvě u Ethandunu a zajistil tak bezpečnost Wessexu.
V následujících letech král Alfréd dramaticky reorganizoval vládu a obranu Wessexu. Nechal postavit válečné loďstvo, rozdělil vojsko do dvou skupin, z nichž vždy jedna byla v pohotovosti, a nechal vybudovat systém opevnění (burhs) po celé zemi. Tento systém je popsán v Burghall Hidage, dokumentu z 10. století, který uvádí umístění jednotlivých opevnění a vybavení 33 pevností rozmístěných tak, aby každý obyvatel měl v dosahu jednodenní cesty místo, kde se může ukrýt před napadením nepřítelem. V 90. letech mu tento systém umožnil odrazit útok další ohromné vikingské armády s minimálními ztrátami.
Král Alfréd také reformoval právo vydáním nového zákoníku a podporoval vzdělávání. Pozval vzdělance z celé Evropy na svůj dvůr a s jejich pomocí nechal přeložit několik latinských textů do angličtiny a pravděpodobně koordinoval vytvoření Anglosaské kroniky. Vikingské nájezdy zničily Northumbrii a rozdělily Mercii na dvě části. V jedné části Mercie vládl ealdorman Æthelred, který si vzal Alfrédovu dceru Æthelflæd a uznal jeho svrchovanost. Tak se Wessex stal posledním samostatným anglosaským královstvím.

### Sjednocení Anglie

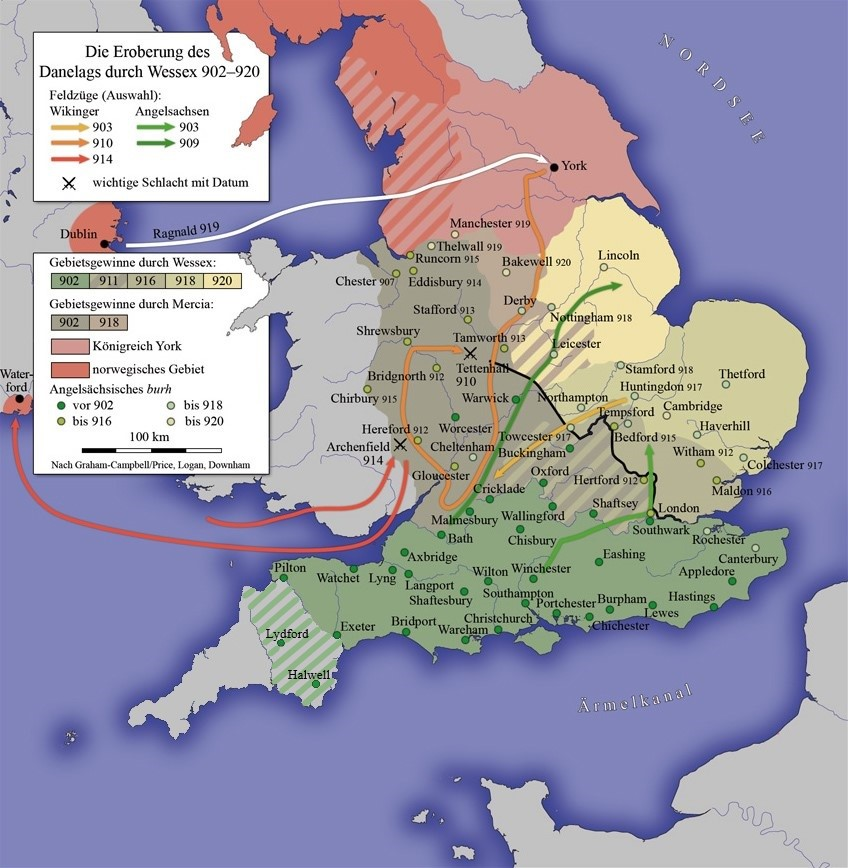
Sjednocení Anglie a porážka Danelawu v 10. století královstvím Wessex.

Po vikingské invazi z roku 890 byly Wessex a část Mercie opakovaně napadány vikingy usídlenými v Anglii. Alfrédův syn a následník Eduard I. Starší převedl Londýn, Oxford a jejich okolí ze správy Mercie pod Wessex. V letech 913 až 918 série útoků vypudila vikingy z Mercie a Východní Anglie a území na jih od řeky Humber se dostalo pod Eduardovu kontrolu. Roku 918 Eduard převzal správu Mercie, a tak byl položen základ vzniku jednotného království. Eduardův následník Æthelstan dobyl Northumbrii a získal tak poprvé kontrolu nad celým územím Anglie a transformoval Wessex na Anglické království.
I když král Æthelstan dosáhl expanzí Wessexu ovládnutí celého území Anglie, trvalo nějaký čas, než se tato situace stabilizovala. Po smrti Edreda roku 955 byla Anglie rozdělena mezi jeho dva syny, kdy Edwy vládl ve Wessexu a Edgar ovládal Mercii. Nicméně poté, co Edwy roku 959 zemřel, získal Edgar kontrolu nad celým královstvím.
Roku 1016 ovládl Anglii dánský král Knut a rozdělil království na jednotlivá hrabství, založená na původních královstvích Northumbrie, Mercie a Východní Anglie s tím, že Wessex nejprve spravoval osobně. O několik let později vytvořil i z Wessexu hrabství a celé území na jih od Temže předal do správy svému stoupenci Godwinovi, hraběti z Wessexu. Po téměř padesát následujících let byli Godwin a jeho syn Harold Godwinson (pozdější král Harold II.) nejmocnějšími muži anglické politiky. Po smrti krále Eduarda roku 1066 se Harold stal králem a spojil hrabství Wessex s královstvím.

## Zajímavosti
- Od názvu tohoto historického územního celku je odvozeno také jméno významného geologického souvrství (souvrství Wessex) z období druhohorní křídy.[1][2]
- Název oblasti je s velkou pravděpodobností odvozen od kmene Západních Sasů (anglicky West Saxons), kteří sem přišli v období stěhování národů.